# Atanycolus lineola
Atanycolus lineola är en stekelart som först beskrevs av Brulle 1846.  Atanycolus lineola ingår i släktet Atanycolus och familjen bracksteklar. Inga underarter finns listade.